# جکسون هیل (ایندیانا)
جکسون هیل (به انگلیسی: Jackson Hill) یک منطقهٔ مسکونی در ایالات متحده آمریکا است که در شهرستان سولیوان، ایندیانا واقع شده‌است. جکسون هیل ۱۶۶ متر بالاتر از سطح دریا واقع شده‌است.